# Tháp Bismarck, Zielona Góra
Tháp Bismarck ở Zielona Góra, Ba Lan (cho đến năm 1945 là Grünberg ở Schlesien, Lower Silesia, Đức) là một trong những tháp Bismarck được bảo tồn tốt nhất bên ngoài nước Đức ngày nay. Nó cũng được gọi là Tháp Wilkanowska, đặt theo tên ngọn đồi mà nó đang tọa lạc.
Mặc dù tên của nó, tòa tháp thực sự nằm ở làng Wilkanowo, Lubusz Voivodeship (Wittgenau trong tiếng Đức), 6 km về phía tây nam của Zielona Góra. Nó vẫn được sử dụng như một tháp quan sát và đài phát thanh.

## Lịch sử
Tòa tháp được đề xuất bởi kiến trúc sư Albert Severin, với sự hỗ trợ của Hiệp hội thương mại và làm vườn Grünberg. Hiệp hội này đã mua một mảnh đất tại Meiseberg, bên ngoài ngôi làng Wittgenau, để xây dựng tòa tháp. Đá nền được đặt vào ngày 1 tháng 4 năm 1902 (sinh nhật của Bismarck); việc xây dựng được thực hiện bởi thợ xây địa phương Carl Mühle.
Tòa tháp được hoàn thành chỉ trong bốn tháng với chi phí 6.000 marks; nó được khánh thành vào ngày 23 tháng 8 năm 1902. Phía trên lối vào là bức phù điêu của Otto von Bismarck, và dòng chữ "DỰNG NÊN VÀO NĂM 1902 / HIỆP HỘI THƯƠNG MẠI VÀ LÀM VƯỜN CỦA GRÜNBERG".

## Miêu tả
Tòa tháp cao 20 m và đứng trên đỉnh đồi Wilkanowska (trước đây là Meiseberg), cao hơn mực nước biển 221 m. Nó được xây dựng hoàn toàn từ những viên gạch, với các viên gạch hình chữ nhật ở trên cùng.

## Tình hình đương đại
Sau thất bại của Đức trong Thế chiến II, Grünberg được chuyển đến Ba Lan và đổi tên thành Zielona Góra. Có rất ít các cuộc chiến diễn ra trong thị trấn trong thời kỳ chiến tranh, và do đó, tòa tháp nổi lên vô sự.
Kể từ tháng 4 năm 1992, tất cả các tham chiếu đến Bismarck đã bị xóa; tuy nhiên hiện tại có một dấu hiệu phía trên lối vào thay cho dòng chữ cũ của Đức. Trong tiếng Ba Lan, nó ghi "THÁP BISMARCK - TÁC GIẢ ĐẾN TỪ ZIELONA GÓRA - AD 1902". Độ cao của tháp cũng được đề cập.
Không giống như các tòa tháp Bismarck đổ nát khác ngoài biên giới Đức ngày nay, Tháp Zielona Góra vẫn trong tình trạng tuyệt vời, đã được khôi phục vào năm 2003, và vẫn được sử dụng cho nhiều mục đích: tháp quan sát hỏa hoạn, tháp thời tiết, tháp quan sát và cột truyền thông. Trong điều kiện thời tiết tốt, nó mở cửa cho công chúng với một khoản phí nhỏ.